# Monika Henzinger
Monika Henzinger (née sous le nom de Monika Rauch, le 17 avril 1966 à Weiden in der Oberpfalz) est une informaticienne allemande, et est une ancienne directrice de recherche chez Google,,. Elle est actuellement professeur à l'Université de Vienne.

## Carrière
Elle termine son doctorat en 1993 à l'Université de Princeton sous la direction de Robert Tarjan. Elle devient ensuite professeure assistante d'informatique à l'Université Cornell, chercheuse à Digital Equipment Corporation, professeure associée à l'Université de la Sarre, directrice de recherche chez Google et professeure ordinaire d'informatique à l'École polytechnique fédérale de Lausanne. Elle est actuellement professeur titulaire d'informatique à l'Université de Vienne, en Autriche.
Son expertise porte principalement sur les algorithmes avec un accent sur les structures de données, la Théorie algorithmique des jeux, la recherche d'informations, les algorithmes de recherche et l'exploration de données Web. Elle est mariée à Thomas Henzinger et a trois enfants.
En 2013, elle est élue à l'Academia Europaea. En 2014, elle est l'une des dix premiers boursiers de l'Association européenne pour l'informatique théorique. En 2014, elle est élue à l'Académie allemande des sciences Leopoldina, en 2017, elle devient membre de l'Association for Computing Machinery et en 2021, elle reçoit le Prix Wittgenstein 